# غرانت ديكستر
غرانت ديكستر هو صحفي كندي، ولد في 3 فبراير 1896 في Rural Municipality of St. Andrews ‏ في كندا، وتوفي في 12 ديسمبر 1961 في وينيبيغ في كندا.